# Ortogonalna matrika
Ortogonalna matrika (oznaka {\displaystyle Q\!\,}) je kvadratna matrika z realnimi elementi, katere vrstice in stolpci so medsebojno pravokotni enotski vektorji (ortonormalni vektorji). Ortogonalne matrike so realna oblika unitarnih matrik. Zaradi tega spadajo med normalne matrike.
Ortogonalna matrika je tista, ki pri množenju s transponirano matriko da enotsko matriko. To se lahko zapiše kot:
{\displaystyle AA^{T}=A^{T}A=I\!\,.}
To je enakovredno:
{\displaystyle A^{-1}=A^{T}\!\,.}
Množica ortogonalnih matrik z razsežnostjo {\displaystyle n\times n\!\,} tvori grupo, ki se jo označuje z {\displaystyle \operatorname {O} (n)\!\,}, in je znana kot ortogonalna grupa. Njena podgrupa {\displaystyle \operatorname {SO} (n)\!\,}, ki jo sestavljajo ortogonalne matrike z determinanto {\displaystyle +1\!\,}, se imenuje specialna ortogonalna grupa, njeni elementi pa specialne ortogonalne matrike.

## Zgledi
- Identična preslikava:

{\displaystyle {\begin{bmatrix}1&0\\0&1\end{bmatrix}}\!\,.}
- Vrtenje za ≈ 16,26°:

{\displaystyle {\begin{bmatrix}0,96&-0,28\\0,28&\;\;\,0,96\end{bmatrix}}\!\,.}
- zrcaljenje preko osi {\displaystyle x\!\,}:

{\displaystyle {\begin{bmatrix}1&0\\0&-1\end{bmatrix}}\!\,.}
- permutiranje koordinatnih osi:

{\displaystyle {\begin{bmatrix}0&0&0&1\\0&0&1&0\\1&0&0&0\\0&1&0&0\end{bmatrix}}\!\,.}

## Lastnosti
- vrstice in stolpci ortogonalne matrike tvorijo sistem ortonormiranih vektorjev

{\displaystyle \sum _{i}A_{ij}A_{ik}=\delta _{jk}\!\,}
in
{\displaystyle \sum _{i}A_{ji}A_{ki}=\delta _{jk}\!\,,}
kjer je:
- {\displaystyle i\in \{1,\;\ldots ,\;n\}\!\,} – red matrike
- {\displaystyle \delta _{jk}\!\,} –Kroneckerjeva delta

- determinanta ortogonalne matrike je enaka {\displaystyle \pm 1\!\,}.

Najbolj preprosti sta ortogonalni matriki {\displaystyle 1\times 1\!\,} z obliko {\displaystyle {\begin{bmatrix}1\\\end{bmatrix}}\!\,} in {\displaystyle {\begin{bmatrix}-1\end{bmatrix}}\!\,}, ki se ju lahko pojasni kot identiteto in zrcaljenje realne premice preko izhodišča.
Matrike {\displaystyle 2\times 2\!\,} imajo obliko:
{\displaystyle {\begin{bmatrix}p&t\\q&u\end{bmatrix}}\!\,,}
Zadoščajo pa pogojem:
{\displaystyle {\begin{aligned}1&=p^{2}+q^{2},\\1&=t^{2}+u^{2},\\0&=pt+qu\end{aligned}}\!\,.}
Če se v prvo enačbo brez izgube splošnosti vstavi {\displaystyle p=cos\theta \!\,} in {\displaystyle q=sin\theta \!\,}, potem je {\displaystyle t=-q\!\,} in {\displaystyle u=p\!\,} ali {\displaystyle t=q\!\,} in {\displaystyle u=-p\!\,}. Prvi primer se lahko obravnava kot vrtenje za kot {\displaystyle \theta \!\,}, drugi primer pa kot zrcaljenje preko premice pod kotom {\displaystyle \theta /2\!\,}:
{\displaystyle {\begin{bmatrix}\cos \theta &-\sin \theta \\\sin \theta &\cos \theta \\\end{bmatrix}}{\text{ (vrtenje), }}\qquad {\begin{bmatrix}\cos 2\theta &\sin 2\theta \\\sin 2\theta &-\cos 2\theta \\\end{bmatrix}}{\text{ (zrcaljenje)}}\!\,.}
Ne glede na razsežnost se lahko ortogonalne matrike obravnava kot čisto vrtenje ali pa tudi ne, čeprav so nerotacijske matrike z večjo razsežnostjo lahko precej zapletene. Na primer matrika:
{\displaystyle {\begin{bmatrix}-1&0&0\\0&-1&0\\0&0&-1\end{bmatrix}}\!\,}
predstavlja inverzijo preko koordinatnega izhodišča.
Matrika:
{\displaystyle {\begin{bmatrix}0&-1&0\\1&0&0\\0&0&-1\end{bmatrix}}\!\,}
pomeni vrtenje z inverzijo okrog osi {\displaystyle z\!\,}.